# 韦扎克 (多尔多涅省)
韦扎克（法語：Vézac，法語發音：[vezak]）是法国多尔多涅省的一个市镇，属于萨拉拉卡内达区。

## 地理
韦扎克（44°50'4"N, 1°9'53"E）面积12.97 平方千米，位于法国新阿基坦大区多爾多涅省，该省份为法国西南部内陆省份，是法國本土面积第三大的省，大致对应佩里戈尔地区，北起顺时针与夏朗德省、上维埃纳省、科雷兹省、洛特省、洛特-加龙省、吉倫特省和滨海夏朗德省接壤。
与韦扎克接壤的市镇（或旧市镇、城区）包括：圣安德烈达拉斯、萨拉拉卡内达、拉罗克加雅克、维特拉克、塞纳克和圣于连、卡斯泰尔诺-拉沙佩勒、贝纳克和卡兹纳克。

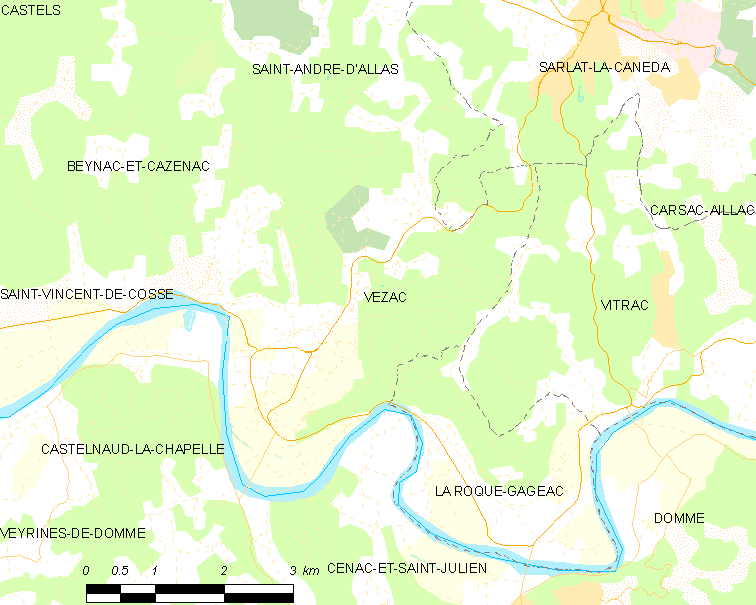
的OSM定位图

韦扎克的时区为UTC+01:00、UTC+02:00（夏令时）。

## 行政
韦扎克的邮政编码为24220，INSEE市镇编码为24577。

## 政治
韦扎克所属的省级选区为萨拉拉卡内达县。

## 人口

1962-2008年间人口变化图示

韦扎克于2022年1月1日时的人口数量为512人。